# ミシェル・トゥルヌ
ミシェル・トゥルヌ（Michel Tournus, 1921年11月27日 - 2006年10月3日）は、フランスのチェロ奏者。
ロワレ県サン＝ジャン＝ド＝ブレイの生まれ。パリ音楽院を首席で卒業し、1949年から弦楽四重奏団のチェロ奏者として活動を始める。1950年にフランス国立放送管弦楽団のチェロ奏者となり、ピエール・ブーレーズのドメーヌ・ミュジカルやディエゴ・マッソンのアンサンブル・ミュジク・ヴィヴァンテなどに参加。1959年にジェラール・ジャリらとフランス弦楽三重奏団を結成した。